# Duquesa de Edimburgo
Duquesa de Edimburgo é o principal título de cortesia realizada pela esposa do Duque de Edimburgo. O título é adquirido com o casamento e é perdido após o divórcio.

## Duquesas de Edimburgo
As cinco duquesas de Edimburgo e respetivamente as suas datas em que  detiveram esse título, são os seguintes:
1. Princesa Augusta de Saxe-Gota (1736-1751) também foi a Princesa de Gales de 1736 até 1751. Era a esposa de Frederico, Príncipe de Gales e mãe do rei Jorge III do Reino Unido.
2. Maria Walpole (1766-1805) era a filha de Edward Walpole e Dorothy Clement. Seu avô era Robert Walpole, o primeiro Primeiro-Ministro da Grã-Bretanha.
3. Princesa Maria do Reino Unido (1816-1834) foi a quarta filha do rei Jorge III do Reino Unido. Ela se casou com seu primo, o príncipe Guilherme Frederico, Duque de Gloucester e Edimburgo.
4. Maria Alexandrovna da Rússia (1874-1900) foi o quinto filho e único sobrevivente filha do czar Alexandre II da Rússia e sua primeira esposa czarina Maria Alexandrovna. Ela era a irmã mais nova do czar Alexandre III da Rússia e tia paterna de Nicolau II, o último czar russo. Em 1874, Maria Alexandrovna casou com o príncipe Alfredo, Duque de Edimburgo, o segundo filho da Rainha Vitória e do Príncipe Alberto. Em agosto de 1893, Maria Alexandrovna se tornou duquesa de Saxe-Coburgo-Gota quando seu marido herdou o ducado com a morte de seu tio, Ernesto II, Duque de Saxe-Coburgo-Gota.
5. Isabel II do Reino Unido (1947-1952) casou com o príncipe Filipe da Grécia e Dinamarca em 1947, enquanto era princesa do Reino Unido, na Abadia de Westminster. Filipe abandonou seus títulos gregos em fevereiro de 1947 e adotou o sobrenome Mountbatten de sua família materna. Jorge VI concedeu a Filipe o estilo de "Sua Alteza Real" um dia antes do casamento e no dia seguinte lhe deu os títulos de Duque de Edimburgo, Conde de Merioneth e Barão Greenwich.[1][2][3][4][5]
6. Camila do Reino Unido (2021-2022), casada com o então herdeiro aparente ao trono britânico, Charles que herdou o título de Duque de Edimburgo após a morte do seu pai, Filipe, Duque de Edimburgo, em 9 de abril de 2021.
7. Sofia, Duquesa de Edimburgo, foi feita Duquesa de Edimburgo em 10 de março de 2023, no aniversário de seu marido Eduardo, Duque de Edimburgo, anteriormente ela era conhecida com Condessa de Wessex.